# Club de Rugby San Roque
Club de Rugby San Roque er en rugbyklub, der blev grundlagt i 1971 i Valencia, da en lærer fra "San Roque public school of Benicalap district" (Valencia) samlede en gruppe elever og dannede et akademi for denne sport. Disse dage er holdet i anden divisionen af "The Valencian Rugby Board" og har et hold i alle lavere disioner.
Blandt sine seneste succeser, er det værd sin at notere oprykningen til første division i 2000 og at de har opnået et juniorhold for "the promotion championship" i sæsonen 2004/05.
I mere end et årti, har klubben fokuseret meget på sine juniorspillere. Organisationen har hentet styrke i Santa María Skolen, Valencia, som er den base, der fastholder alle sine trupper, fra under 6 til Junior.

## Eksterner henvisninger
- Klubbens hjemmeside (spansk)